# Zerfaliu
Zerfaliu (sardinsky: Tzorfolìu) je italská obec (comune) v provincii Oristano v regionu Sardinie. Nachází se ve výšce 15 metrů nad mořem a má 999 obyvatel. Rozloha obce je 15,56 km².